# Bonifacio VIII
Bonifacio VIII (Anagni, c. 1235-Roma,  11 de octubre de 1303) fue el 193.er papa de la Iglesia católica, de 1294 a 1303.

## Orígenes y formación
Nacido Benedetto Gaetani, era miembro de una noble familia originaria del sur de Italia. Estudió en Todi, Bolonia  y París, especializándose en derecho canónico.

## Carrera eclesiástica
Tras finalizar sus estudios inició su carrera en el seno de la Iglesia como canónigo en varias sedes episcopales hasta que Martín IV lo nombró cardenal diácono de San Nicolás, cargo que ocupó hasta que, en 1291, Nicolás IV lo hizo cardenal presbítero de San Silvestre y San Martín. Ocupaba esa dignidad cuando fue elegido papa el 24 de diciembre de 1294.

## Pontificado

### Elección
Tras la renuncia de Celestino V que, según algunos, él mismo alentó, la elección de su sucesor fue muy rápida, a pesar de las diferencias existentes entre los cardenales franceses e italianos. Ambos partidos estaban de acuerdo con que el nuevo papa debía tener competencias claras de gobierno. Al primer escrutinio fue elegido Matteo Rosso Orsini, pero este rechazó el nombramiento. Finalmente la elección recayó sobre Benedetto Gaetani, quien tomó el nombre de Bonifacio VIII.

### Primeras decisiones
Las primeras decisiones del nuevo pontífice fueron: anular o suspender las decisiones de Celestino V (excepto aquellas que tenían que ver con la nómina de los cardenales), sustituir el personal de la Curia romana y restablecer Roma como la sede del papa. Temeroso, además, de que tras la figura de su predecesor se iniciase un cisma en la Iglesia, ordenó su encarcelamiento en el castillo de Fumone, propiedad de su familia, donde permaneció hasta su muerte. Los grupos representados por los franciscanos espirituales estaban profundamente resentidos por esta actuación.
Bonifacio VIII era un hombre capaz, pero sus actuaciones se vieron empañadas por su falta de diplomacia y tacto. Cuando creía tener razón era intransigente y arrogante, creándose muchos enemigos, como la poderosa familia italiana Colonna, a quienes margina, por los excesivos favores prestados a su propia familia, los Gaetani.

### La política de Bonifacio VIII[3]

#### Contra la familia Colonna
Bonifacio VIII, preocupado permanentemente por favorecer a su familia, los Gaetani, con los que casi llega a conformar un principado, hizo que las familias romanas más importantes, como los Colonna y los Orsini, se enfrentaran a él en más de una ocasión por problemas territoriales, administrativos y de beneficios. Estas tensiones, especialmente con los Colonna, estallaron cuando Estéfano Colonna, hermano del cardenal Pietro Colonna, se adueñó de una caravana de mulas que trasportaban el tesoro papal. La reacción del papa se dirigió contra toda la familia. Los cardenales de la familia Colonna reaccionaron escribiendo el Manifiesto de Lunghezza, lleno de acusaciones contra el papa y que juzgaba como inválida la renuncia de Celestino V, por lo que Bonifacio VIII no sería el verdadero papa.
Ante las acusaciones redactadas en el Manifiesto, y aunque Bonifacio VIII recuperó el tesoro papal, el pontífice reaccionó deponiendo y condenando a los cardenales de la familia Colonna y a sus colaboradores, como heréticos, cismáticos y blasfemos. No contento, el papa proclamó una cruzada contra los Colonna, en diciembre de 1297, por la cual tuvieron que huir y refugiarse en el Reino de Francia.
Lo que fue provechado por Bonifacio, para emprender una cruzada contra la ciudad de Palestrina (región de Lacio), para, al final, mandar demolerla y masacrar a sus aproximadamente 6,000 habitantes, todo porque la ciudad se había demostrado leal a los Colonna. Este papa aprovechó la ocasión para regalar esos territorios a su familia, los Gaetani. 

#### El problema siciliano
Inmediatamente después de su elección, Bonifacio intervino en el problema siciliano que, desde los sucesos de 1282 conocidos como vísperas sicilianas, enfrentaba al Reino de Nápoles con el Reino de Aragón. Bonifacio VIII logró que Jaime II de Aragón firmase, en 1295, la Paz de Anagni por la que este renunciaba a cualquier derecho sobre Sicilia, a cambio de los feudos de Córcega y Cerdeña.
Los sicilianos se rebelaron contra un acuerdo que suponía el retorno de la dinastía Anjou, y nombraron rey al hermano de Jaime II, Federico II que había ejercido hasta ese momento el cargo de gobernador de la isla. El papa asumió este primer fracaso político coronando a Federico como rey de un Estado feudatario de la Santa Sede.

#### Otras decisiones importantes
A nivel internacional el primer objetivo de Bonifacio fue la cruzada, exhortando a los reyes de la cristiandad a restablecer la paz entre sus reinos, para poder empuñar la espada en favor de la reconquista de Jerusalén.
Intervino además como mediador en la lucha que enfrentaba a Alberto I de Austria y Adolfo de Nassau por la sucesión imperial, mostrándose a favor de Alberto, quien a cambio del apoyo del papa, en 1303 hizo un juramento de obediencia y de defensa al sumo pontífice.
Quizás el hecho más significativo del pontificado de Bonifacio VIII será su enfrentamiento con Felipe IV de Francia, llamado "el hermoso". Por la gran importancia del mismo merece ser tratado en un capítulo aparte.

### El enfrentamiento con Felipe IV "el Hermoso"

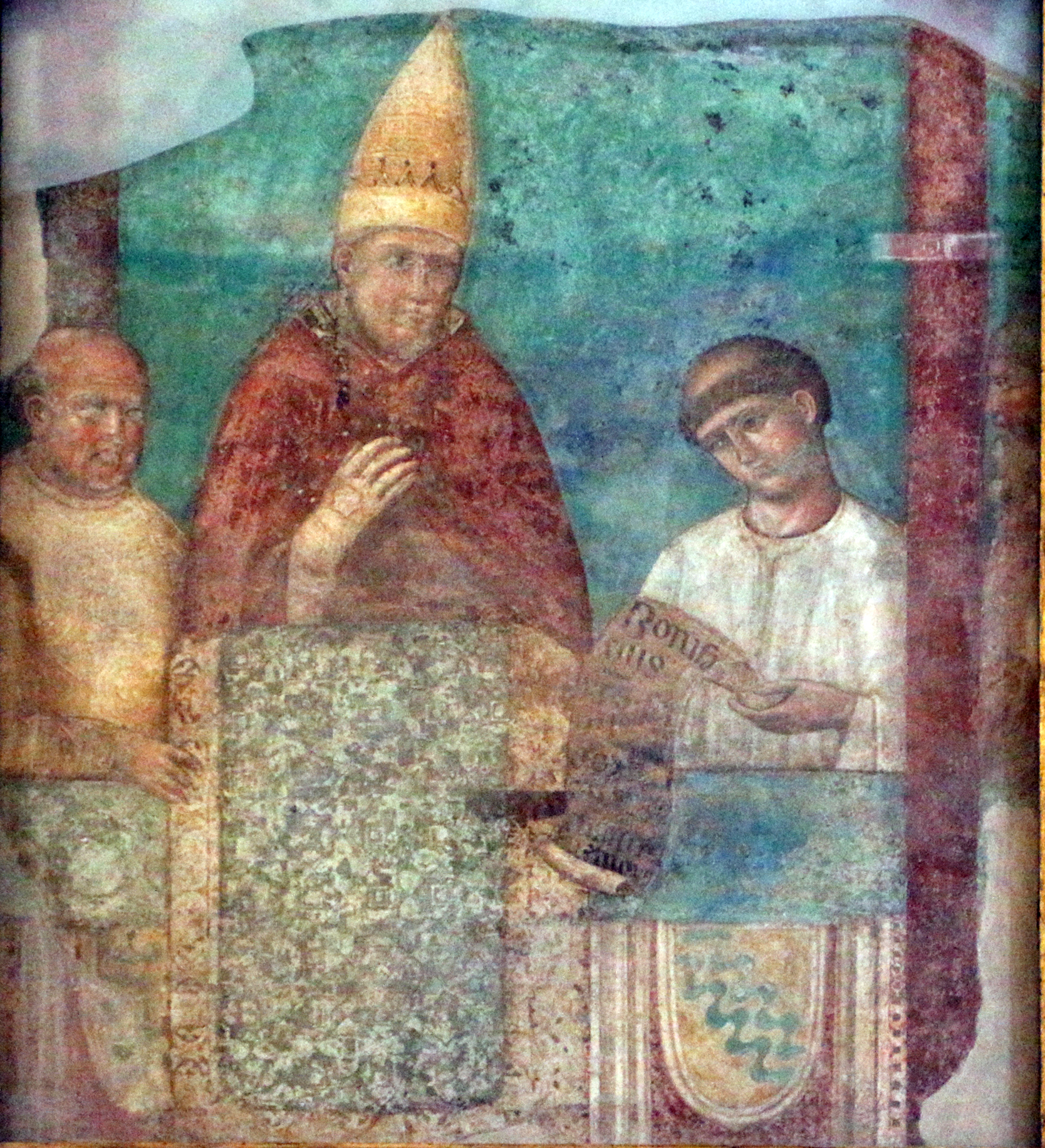
Cuadro de Bonifacio VIII en el Jubileo de 1300. Giotto, c. 1300.

El enfrentamiento se inició cuando el rey Felipe IV pretendió hacer tributar al clero francés. Ello dio lugar a conflictos entre los señores eclesiásticos y los funcionarios reales por el ejercicio de todo tipo de derechos sobre los hombres y las tierras; conflictos que, en general, se resolvieron en favor de la jurisdicción real, a pesar de las protestas de los obispos y del papa.

#### Clericis laicos
El papa hace valer su plenitudo potestatis y responde emitiendo, el 25 de febrero de 1296, la bula papal Clericis laicos, por la que prohibía el cobro de impuestos al clero sin el consentimiento papal, bajo pena de excomunión. Esta bula fue ignorada por Felipe, quien contestó emitiendo una serie de edictos por los que se prohibía, tanto a laicos como a eclesiásticos, la exportación de productos a Roma. Como resultado de unas difíciles negociaciones Bonifacio firmó un acuerdo por el que reconocía al rey francés la potestad de fijar tributos al clero en casos de extrema necesidad y sin contar con una autorización previa del pontífice. Como símbolo de buena voluntad, el papa, en 1297 canonizó a Luis IX, rey de Francia y abuelo de Felipe.
El entendimiento entre Bonifacio VIII y Felipe fue muy breve; se mantuvo apenas cuatro años. En el verano de 1301 se produjo un nuevo choque cuando el rey ordenó la detención del obispo de Pamiers, Bernard Saisset, bajo la acusación de traición. Ello constituía una clara violación de los privilegios eclesiásticos, ya que únicamente el papa podía juzgar a un obispo. El motivo inmediato del arresto fue forzar a una solución del conflicto por la jurisdicción de Pamiers que enfrentaba al Conde de Foix, quien tenía  el apoyo del rey, y a la Iglesia, que contaba con la intervención del Papa, ya que había puesto esa diócesis bajo su protección directa. Sin embargo el objetivo último tenía mucho más calado, pues pretendía arrancar a Bonifacio VIII el reconocimiento de la jurisdicción suprema del rey sobre todos sus súbditos, incluidos los miembros de la alta jerarquía eclesiástica; es decir, un reconocimiento de la superioridad absoluta del rey sobre el papa en el interior de su reino.
El 24 de octubre de 1301 en Senlis, ante Felipe y su consejo, se presentaron los cargos contra el obispo, cuya gravedad, según el rey, justificaban su intervención: Saisset habría intentado arrastrar al conde de Foix a participar en un complot dirigido al levantamiento del Languedoc contra el rey; y además habría difundido una falsa profecía de Luis IX de Francia, según la cual la dinastía de los Capetos perdería el reino bajo el reinado de su nieto. Sin embargo, las actas del proceso no muestran ninguna prueba que acredite esas acusaciones. Unos días más tarde el consejero real y célebre legista Guillermo de Nogaret envía una carta a Bonifacio VIII para justificar la actuación del rey y en ella amplía la acusación de traidor a la de hereje (se le acusa de haber afirmado que la fornicación no era pecado y de que el sacramento de la penitencia era inútil). Así el rebelde contra el rey se convertía también en rebelde contra Dios.

#### LaAusculta fili
Felipe intentó obtener el desafuero por parte del papa, pero Bonifacio VIII, en la bula papal Ausculta fili (Escucha, hijo), hecha pública el 5 de diciembre de 1301, reprueba al rey francés por no haber tomado en cuenta otra bula, la Clericis laicos sobre los impuestos a los clérigos, y por no obedecer al obispo de Roma. En Francia, la bula fue quemada, y en lugar de la "Ausculta Fili", circuló inmediatamente una Bula falsificada (probablemente obra de Pierre de Flote) llamada Deum time. Sus cinco o seis líneas altaneras se pensaron para incluir una cuidadosa frase: ...Scire te volumnus quod in spiritualibus et temporalibus nobis subes (i. e., queremos que sepas que tú eres nuestro súbdito tanto en los asuntos espirituales como en los temporales). Como si ello no bastara también se añadía que quien lo negara era un hereje (lo cual era una frase hiriente para "el nieto de San Luis").
En vano protestó el papa, y los cardenales, contra esta falsificación, en vano intentó explicar, un poco después, que ser súbdito al que se refiere la Bula es solamente ratione peccati, i. e., que la moralidad de cada acto real, privado o público, caía dentro de la prerrogativa papal. Así se suscitó una reacción de apoyo al rey y de rechazo al Papa que aparecía como quien intentaba -en términos nada conciliatorios- someter al rey en asuntos temporales:

No deje que nadie lo convenza sobre que tiene Ud. superioridad o está libre de sujeción a la cabeza de la jerarquía eclesiástica, ya que solo un tonto podría pensar así...
Bonifacio VIII, Ausculta Fili

Asimismo el papa convoca a Felipe y al episcopado francés a un concilio a celebrar en Roma, el 1 de noviembre de 1302, con el fin de definir de una manera definitiva la relación entre el poder temporal y la Iglesia; y también para juzgar al rey como culpable de abusos inauditos contra la Iglesia católica. Felipe responde inmediatamente, acusando de herejía al Papa ante la reunión de los representantes del clero, de la nobleza y, por primera vez, de la ciudad de París, lo que constituye el nacimiento de los Estados Generales de Francia; además convocó un concilio ecuménico para juzgarlo y prohibió la asistencia al concilio romano convocado por el papa. El rey, en palabras de Nogaret, se había convertido en el "ángel de Dios" enviado para actuar en su nombre.

#### LaUnam Sanctam
Al concilio convocado por Bonifacio VIII se presentaron unos cuarenta obispos y seis abades, pero la mayoría de ellos provenían de territorios que no estaban bajo la jurisdicción del rey de Francia. Entre los presentes se encontraba el obispo de Burdeos, Bertrand de Got (el futuro Clemente V). En dicho concilio se excomulga, sin nombre propio, a todo aquel que prohíba a quien fuese, apelar a la Santa Sede. Al final, el 18 de noviembre de 1302, se promulga la bula papal Unam sanctam, la cual llevaba hasta sus últimas consecuencias la doctrina de Inocencio IV, donde se exponía un sistema jerárquico con supremacía pontificia, en la misma línea que sus predecesores -Gregorio VII e Inocencio III. Se afirmaba que:

«...existen dos gobiernos, el espiritual y el temporal, y ambos pertenecen a la Iglesia. El uno está en la mano del Papa y el otro en la mano de los reyes; pero los reyes no pueden hacer uso de él más que por la Iglesia, según la orden y con el permiso del Papa. Si el poder temporal se tuerce, debe ser enderezado por el poder espiritual (...) Así pues, declaramos, decimos, decidimos y pronunciamos que es de absoluta necesidad para salvarse, que toda criatura humana esté sometida al pontífice romano».

Como se lee, Bonifacio VIII reconoce la autonomía de la esfera política (poder temporal), pero con una precisa limitación: dado que el hombre político es también cristiano, este se encuentra sujeto al poder espiritual del papa. Sin embargo, era la época del nacimiento de los Estados nacionales, que no se apoyaban ya en una relación de tipo feudal, sino sobre las relaciones de tipo mercantil y burgués. Así fue como se interpretó la bula, como una pretensión de tipo feudal de parte del romano pontífice.

#### Acusaciones de Felipe contra el papa
La reacción de Felipe IV fue la convocatoria, el 12 de marzo de 1303 de una asamblea en el Louvre de 
París. El rey no podía aceptar que la esfera religiosa le fuese arrebatada de su poder para pasarla al papa. A la asamblea se presentaron prelados y nobles (entre ellos la familia Colonna que se refugiaba en Francia), que acusaron a Bonifacio VIII de herejía, simonía, blasfemia, hechicería y de ser culpable de la muerte de Celestino V. Se pidió además la convocatoria de un concilio ecuménico para su procesamiento y deposición, encargando al consejero Guillermo de Nogaret su captura y traslado a París.
Cuando el papa recibe la noticia de las intenciones de Felipe, en consistorio rebatió las acusaciones de los franceses bajo juramento y se decidió preparar una nueva bula de excomunión, la Supra Petri solio, que no tuvo tiempo de promulgar ya que el 7 de septiembre de 1303 tuvo lugar el incidente conocido como atentado de Anagni.

#### El atentado de Anagni

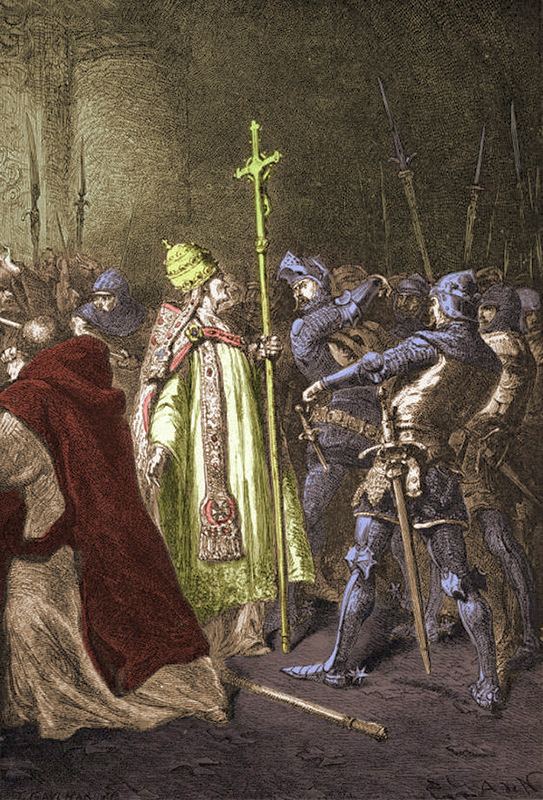
Ilustración del momento en el que se produjo la supuesta bofetada de Sciarra Colonna al papa.

Con base en ese dominio universal del Papa, el rey francés debía ser excomulgado en Anagni el día de la Natividad de María (8 de septiembre de 1303) y sus súbditos declarados exentos del juramento de fidelidad (en esa iglesia se había proclamado la excomunión de Alejandro III contra Federico Barbarroja y la de Gregorio IX contra Federico II). Pero un día antes llegaron a Anagni mercenarios franceses, a quienes se adhirieron cientos de milicianos locales. Hicieron prisionero al Papa, tras lo cual sobrevino la reacción ciudadana.
Guillermo de Nogaret, que se encontraba en Italia con la intención de apresar al Papa, y Sciarra Colonna, enemigo acérrimo de Bonifacio VIII, contando con el apoyo de la alta burguesía de Anagni y de algunos miembros del Colegio cardenalicio, asaltaron el palacio papal de Anagni, donde se encontraba el pontífice. Bonifacio VIII esperó a sus agresores sentado en un trono y revestido de todas las vestimentas de su rango y los atributos de poder. En tal circunstancia, Sciarra Colonna supuestamente abofeteó al Papa tras amenazarlo con la muerte.
Durante tres días el papa quedó en manos de los conjurados, hasta que el pueblo de Anagni se sublevó en su defensa obligando a sus captores a liberarle y permitiéndole huir de la ciudad. Fue conducido a Roma por una pequeña escolta ofrecida por la familia Orsini y se refugió en el Vaticano. El pontífice murió un mes después, el 11 de octubre de 1303, sin haber cobrado desquite por estos acontecimientos y con la ciudad sumida en disturbios y tumultos. Su agonía ha sido descrita como especialmente penosa, falleciendo de melancolía y desesperanza, en un probable estado de demencia: rechazó ser alimentado, y golpeaba su cabeza contra la pared. El historiador Tolomeo de Lucca señaló que "estaba fuera de sí" (extra mentem positus) pensando que todo el que se le acercaba quería encarcelarlo.

### Otras actuaciones
Si el pontificado de Bonifacio VIII puede considerarse un fracaso desde el punto de vista político, tuvo en otras facetas actuaciones destacadas como el establecimiento, en 1300, del primer año jubilar, que debía celebrarse cada cien años, y que hoy la Iglesia católica continúa celebrando cada 25 años. Ese año jubilar atrajo a Roma a más de dos millones de peregrinos, que contribuyeron al desarrollo de las llamadas vías romeas.
Es mérito de Bonifacio VIII la publicación, en 1298, del Liber sextus, una recopilación de textos legales eclesiásticos y de la fundación en 1303 de la Universidad de La Sapienza de Roma.
Además, se considera que la Seguridad Vial nació con Bonifacio VIII, pues durante la celebración del Año Santo la gente se abalanzó a las calles cercanas a la Plaza de San Pedro, impidiendo el paso de los carruajes, lo que ocasionó numerosos muertos. En respuesta al triste suceso, el papa ordenó que marcaran líneas blancas a la mitad de las calles del Vaticano, para que de un lado cruzasen los carruajes y del otro, los peatones. Esa fue la primera norma de tránsito de la historia. A este pontífice se debe la norma que recogía la costumbre del Imperio Romano y que aún se respeta en el Reino Unido que ordenó circular por la izquierda, y que en territorio continental sería modificada por la Revolución Francesa y asentada la modificación en el imperio napoleónico.

## Conclusiones

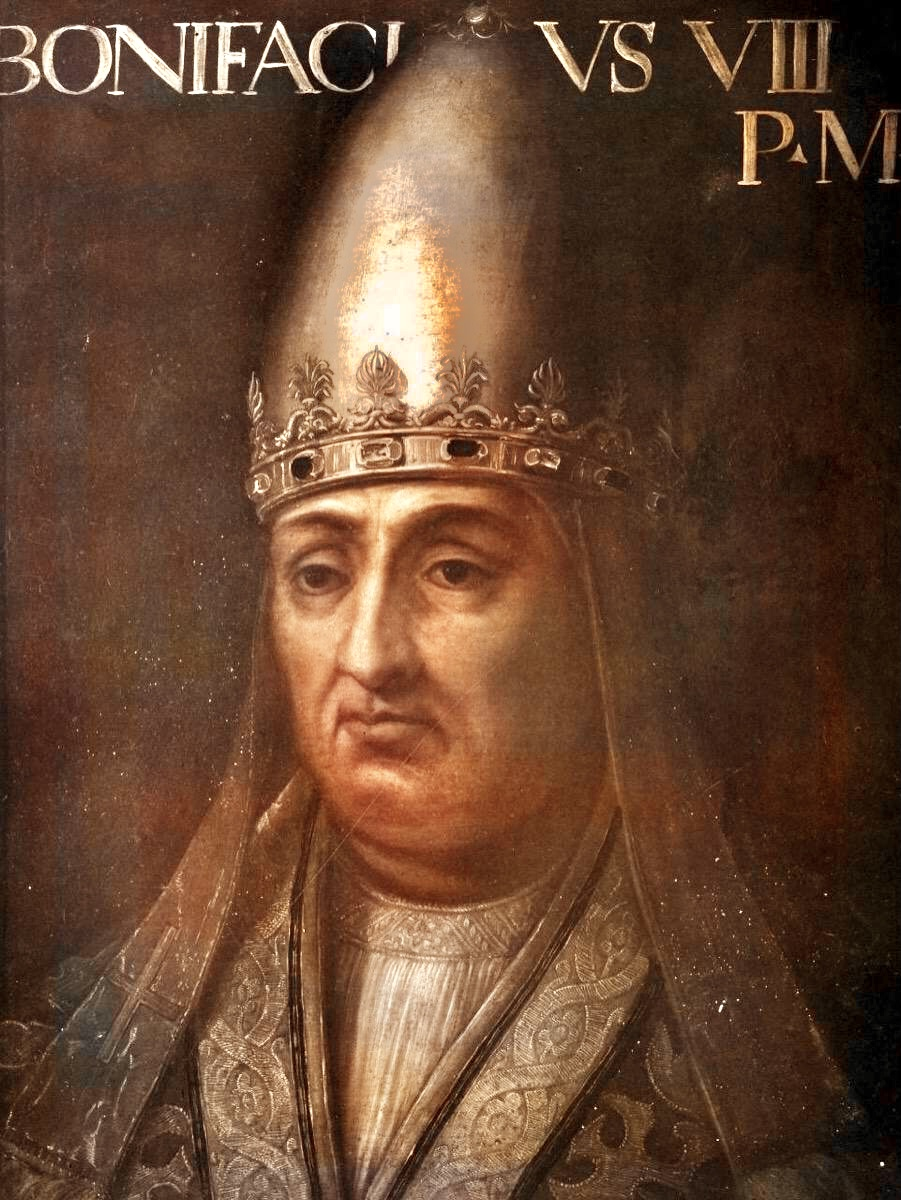
Retrato de Bonifacio VIII por Cristofano dell'Altissimo (c. 1552, corredor vasariano)

Bonifacio VIII fue el último gran representante de la soberanía pontificia medieval. Su derrota en el choque con la Francia de Felipe IV fue, por eso, mucho más que un fracaso personal; fue la derrota de la tesis del dominio universal del papado. Por eso se dice que fue el último que pretendió llevar hasta sus últimas consecuencias el universalismo pontificio medieval.
El atentado de Anagni, culmen de la impotencia de Bonifacio VIII para hacer frente a Felipe IV de Francia, inauguraba el siglo XIV para la iglesia, en el que esta quedó a merced de los reyes franceses, que culminó con el traslado del papado a Aviñón. Su pontificado  representa el fin de la pretensión de dominio universal del Papa frente a los poderes monárquicos de las nacientes naciones de Europa.
Algunos historiadores han hecho tibios esfuerzos por preservar la imagen de Bonifacio VIII, en contraste con las críticas vertidas por quienes, como el protestante Gregorovius, no han sentido la obligación de defender al papado. El católico Heinrich Finke ha reconocido la capacidad intelectual de este pontífice, pero también recalcó su arrogancia, su desprecio de los demás hombres, su carácter desagradable que le privó de toda amistad, su nepotismo y avaricia. Según un testimonio de la época, el papa esperaba vivir "hasta que todos sus enemigos fuesen suprimidos".

## Bonifacio VIII en la literatura
En la Divina Comedia el papa Nicolás III, castigado por simonía, confunde a Dante con Bonifacio VIII y le acusa de haber conseguido la elección papal por medios corruptos.

## Sucesión
| Predecesor: Giovanni Gaetano Orsini        | Cardenal diácono de San Nicolás In Carcere 1281-1294                     | Sucesor: Guglielmo Longhi                          |
| Predecesor: Gervais Jeancolet de Clinchamp | Cardenal presbítero de los Santos Silvestre y Martín del Monte 1291-1294 | Sucesor: Gentile Portino di Montefiore (o Partino) |
| Predecesor: Jean Cholet                    | Cardenal protopresbítero 1293-1294                                       | Sucesor: Pietro Peregrossi                         |
| Predecesor: Celestino V                    | Papa 1294-1303                                                           | Sucesor: Benedicto XI                              |